# Tinh cầu (phim 2002)
Tinh cầu (tiếng Nga: Звезда) là bộ phim chiến tranh của điện ảnh Nga, do Nikolai Lebedev đạo diễn, dựa theo tác phẩm văn học của  Emmanuil Kazakevich, kể về một nhóm trinh sát Liên Xô chiến đấu trong vùng kẻ thù chiếm đóng, Chiến dịch Bagration phản công phát xít Đức năm 1944. Bộ phim đã đưa biên kịch Aleksei Kravchenko giành giải thưởng Chính phủ liên bang Nga. Phim có sự tham gia của các diễn viên Igor Petrenko, Artyom Semakin, Aleksei Panin, Aleksei Kravchenko,...